# Іракліон (пором)

Пором «Іракліон»

«Іракліон» (грец. Ηράκλειον) — грецький пором-ролкер, який виконував рейси Пірей — Ханья та Пірей — Іракліон. Корабель перекинувся догори кілем і затонув 8 грудня 1966 року в Егейському морі, в результаті чого загинуло 217 осіб.

## Історія судна
Судно побудоване 1949 року як «Лестершир» на корабельні Fairfield Shipbuilding and Engineering Company в Глазго для компанії морських перевезень Bibby Line, аби виконувати рейси між Великою Британією та М'янмою. Деякий час судно було зафрахтоване компанією British-India для виконання рейсів між Лондоном та Східною Африкою.
1964 році «Лестершир» проданий компанії Aegean Steam Navigation Co і перейменований на «Іракліон». Для виконання перевезень за маршрутом Typaldos Line судно переобладнали на пасажирсько-вантажний пором.
Корабель загальною довжиною сягав 498 футів (152 м), траверз — 60 футів (18 м), мав валову місткість у 8,922 тонни, один гвинт досягав швидкості 17 вузлів. Зимова місткість становила 35 вантажівок з середньою вагою 10 тонн. Свій останній технічний огляд «Іракліон» пройшов 29 червня 1966 року.

### Катастрофа
7 грудня 1966 року о 20:00 годині пором «Іракліон» відплив із затоки Суда, острів Крит, до порту Пірей з екіпажем з 73 особи на 191 пасажиром на борту, в той час як штормовий вітер сягав сили до 9 балів за шкалою Бофорта.
8 грудня 1966 року приблизно о 2:00 годині ранку, подолавши майже половину маршруту, підпливаючи з півдня до невеличкого скелястого острова Фальконера, рефрижератор, у якому перевозились апельсини і який виявився слабо закріпленим, почав стукати в одну із завантажувальних дверей. Зрештою двері відчинилися, і в кінцевому підсумку рефрижератор випав у море, через що вода почала затоплювати трюми. Через проміжок часу від 15 до 20 хвилин судно перекинулося догори кілем. О 2 годині 06 хвилин 8 грудня 1966 року надійшов сигнал лиха:
| SOS від «Іракліону» на 36° 52' північної широти та 24° 08' східної довготи. Ми потопаємо. |
Пором затонув, забравши життя 217 осіб. Врятувати вдалось тільки 30 пасажирів і 16 членів екіпажу.